# NGC 7282
NGC 7282 је спирална галаксија у сазвежђу Гуштер која се налази на NGC листи објеката дубоког неба.
Деклинација објекта је + 40° 18' 56" а ректасцензија 22h 25m 53,9s. Привидна величина (магнитуда) објекта NGC 7282 износи 14,1 а фотографска магнитуда 14,9. NGC 7282 је још познат и под ознакама UGC 12034, MCG 7-46-7, CGCG 531-6, IRAS 22236+4003, PGC 68843.